# Hosingen
Hosingen (luxemburgisch Housenⓘ) ist eine Ortschaft der luxemburgischen Gemeinde Parc Hosingen. Bis Ende 2011 war Hosingen der Hauptort der gleichnamigen Gemeinde, die zum Kanton Clerf gehörte. Die Gemeinde Hosingen wurde zum 1. Januar 2012 mit Consthum und Hoscheid zur Gemeinde Parc Hosingen fusioniert.

## Zusammensetzung der ehemaligen Gemeinde
- Bockholtz (lb: Buckels)
- Dorscheid (lb: Duerscht)
- Untereisenbach (lb: Ënnereesbech)
- Hosingen (lb: Housen)
- Neidhausen (lb: Näidsen)
- Rodershausen (lb: Rouderssen)
- Obereisenbach (lb: Uewereesbech)
- Wahlhausen (lb: Wuelessen)

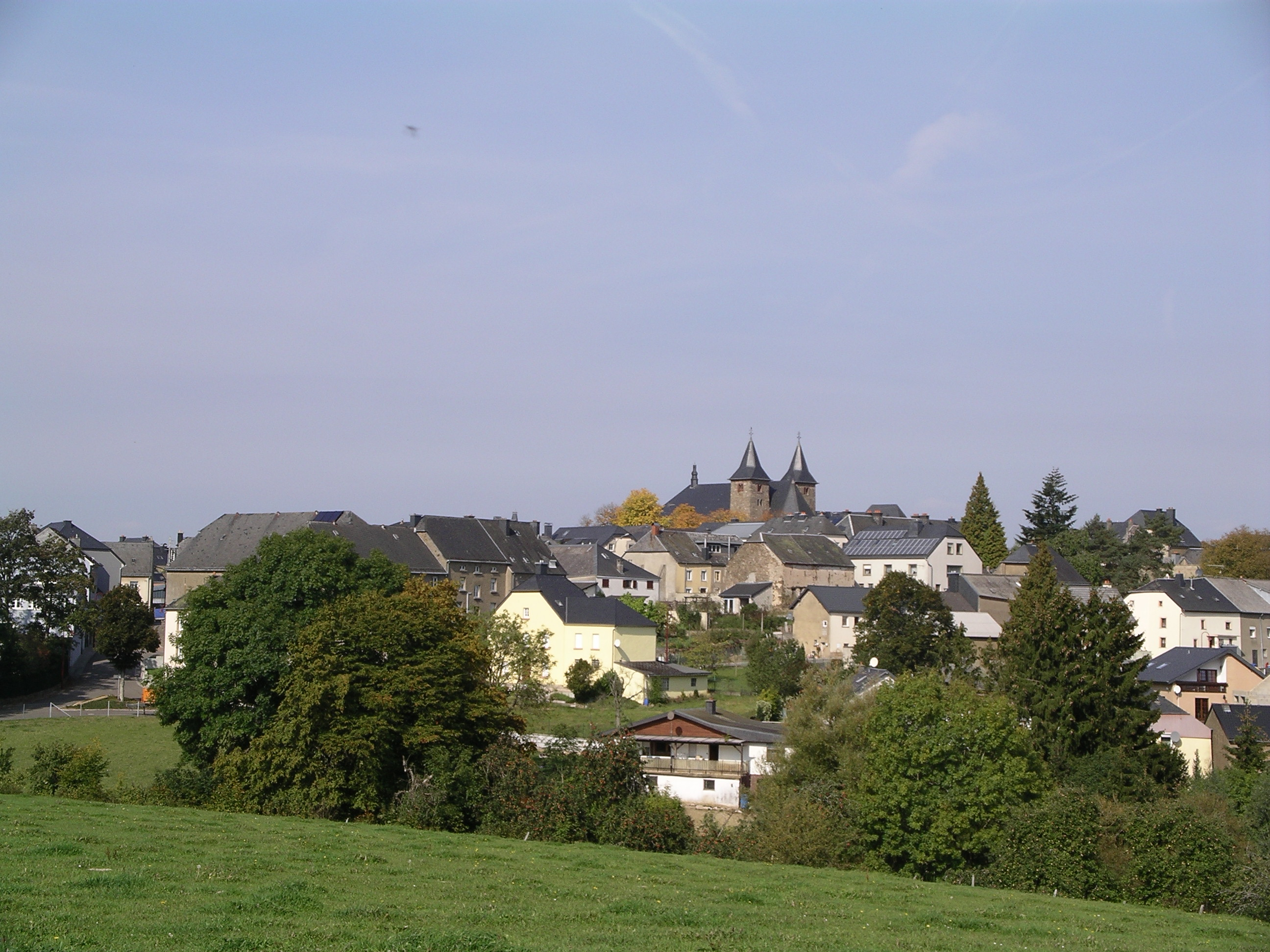
Hosingen aus der Ferne
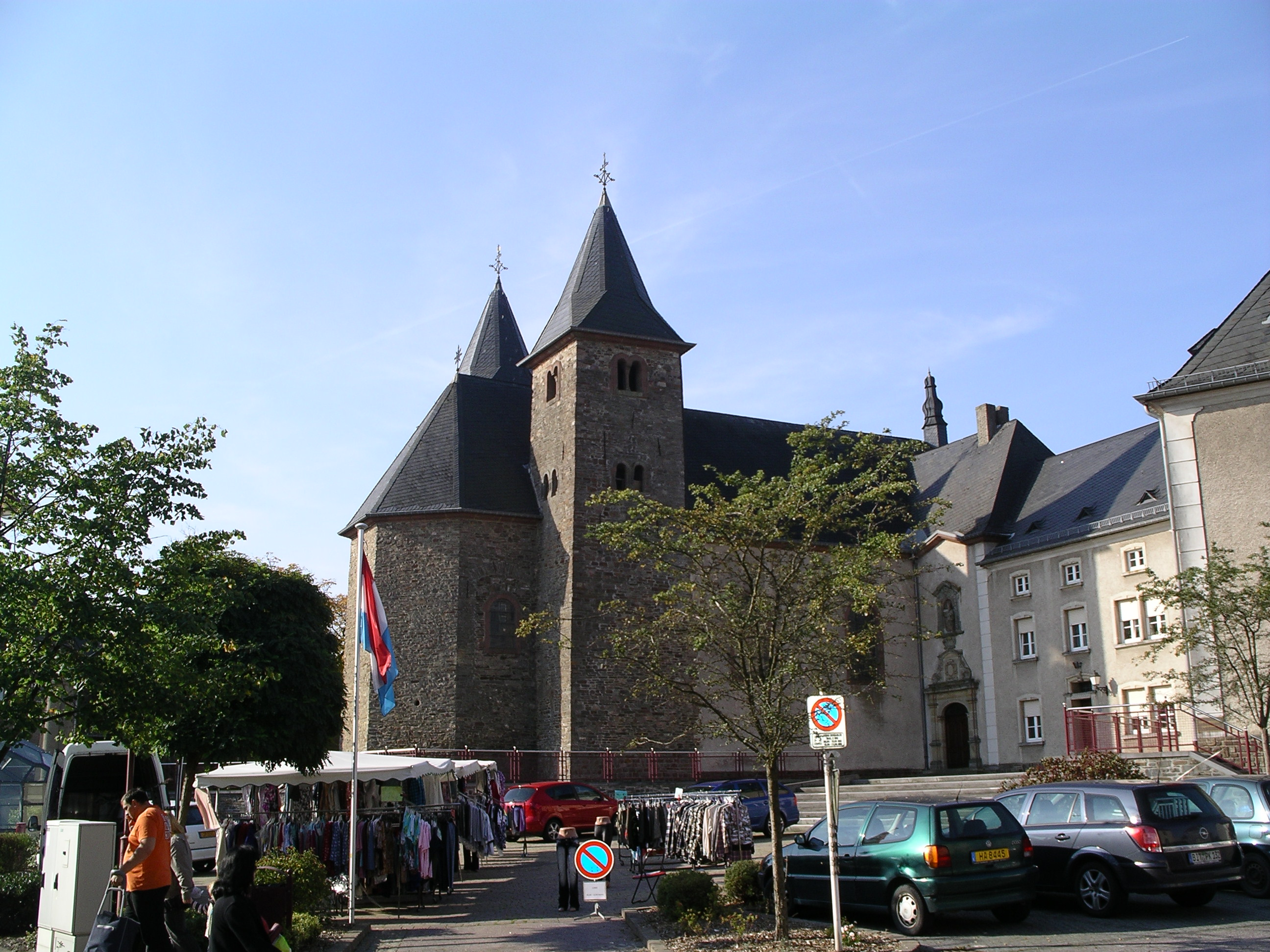
Platz an der Kirche
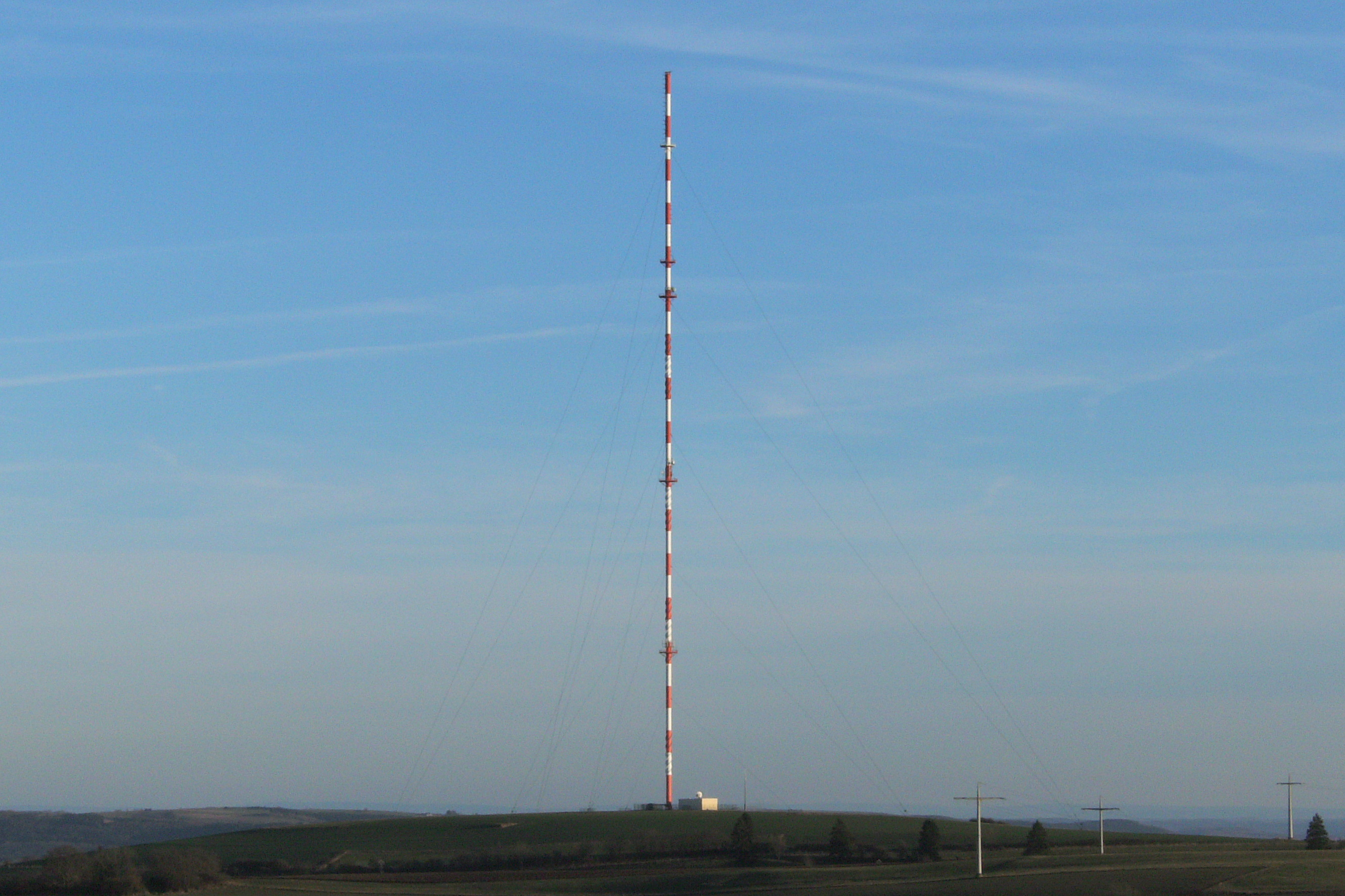
Sendemast
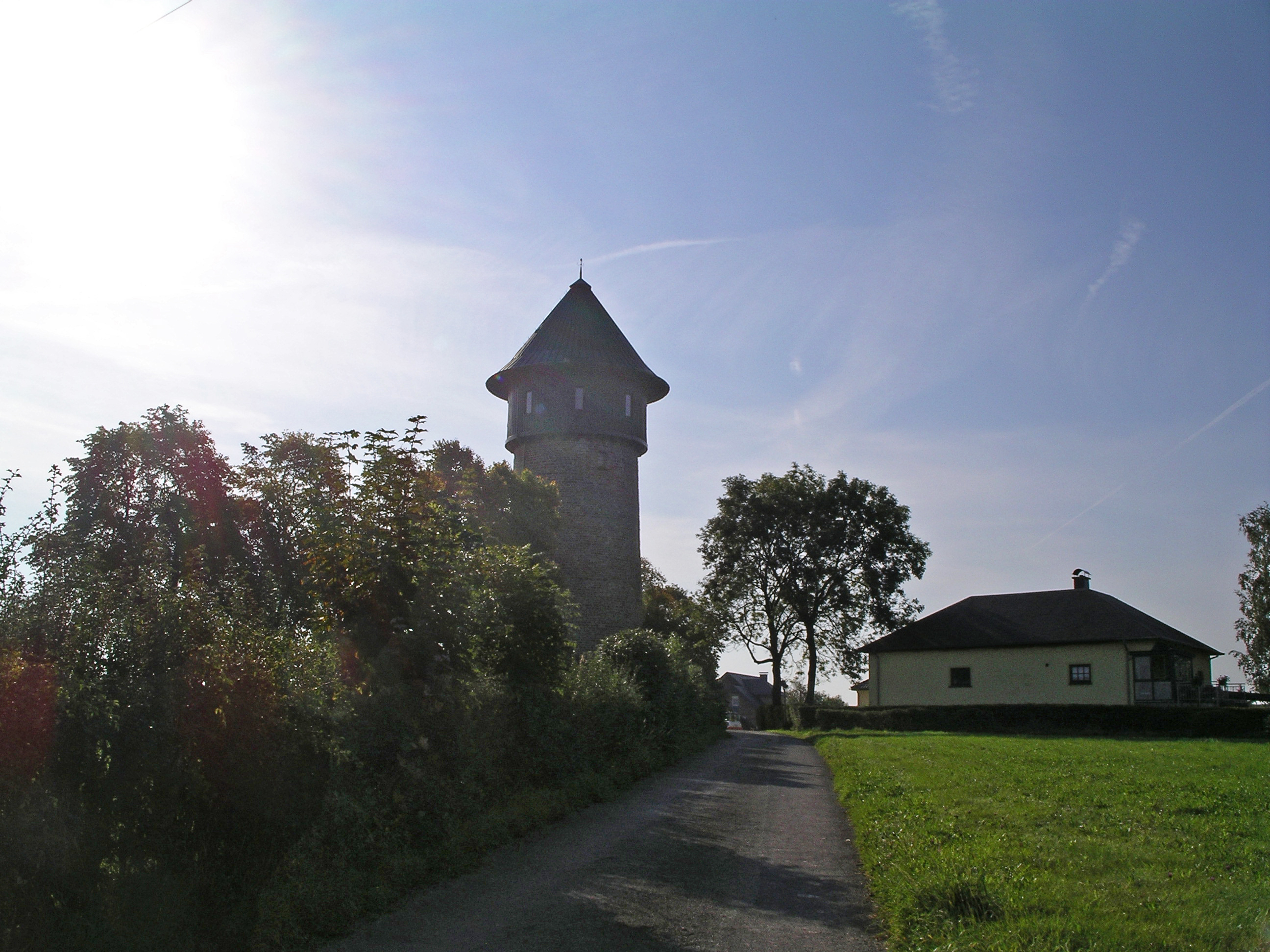
Wasserturm
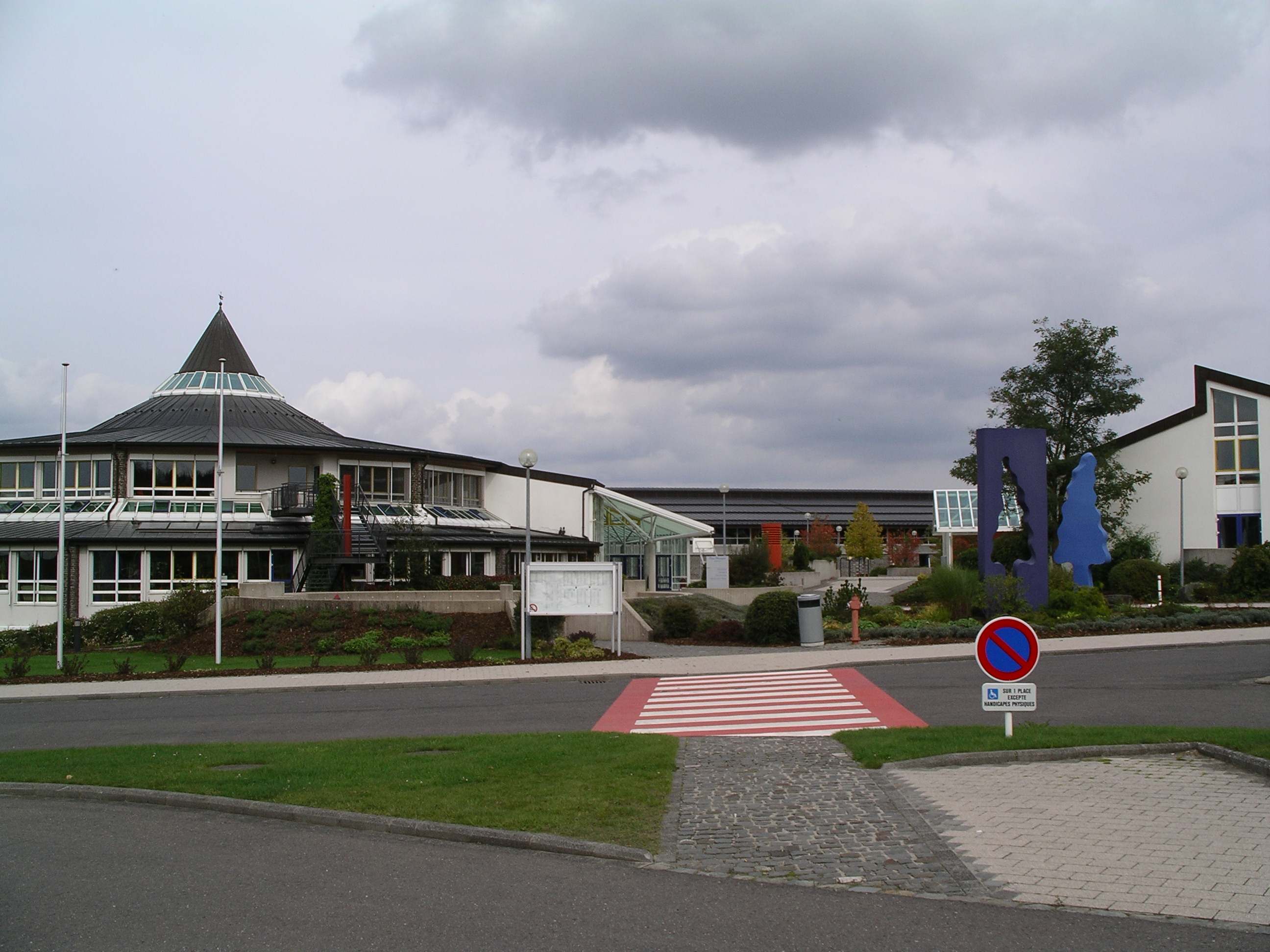
Parc Hosingen, Schule
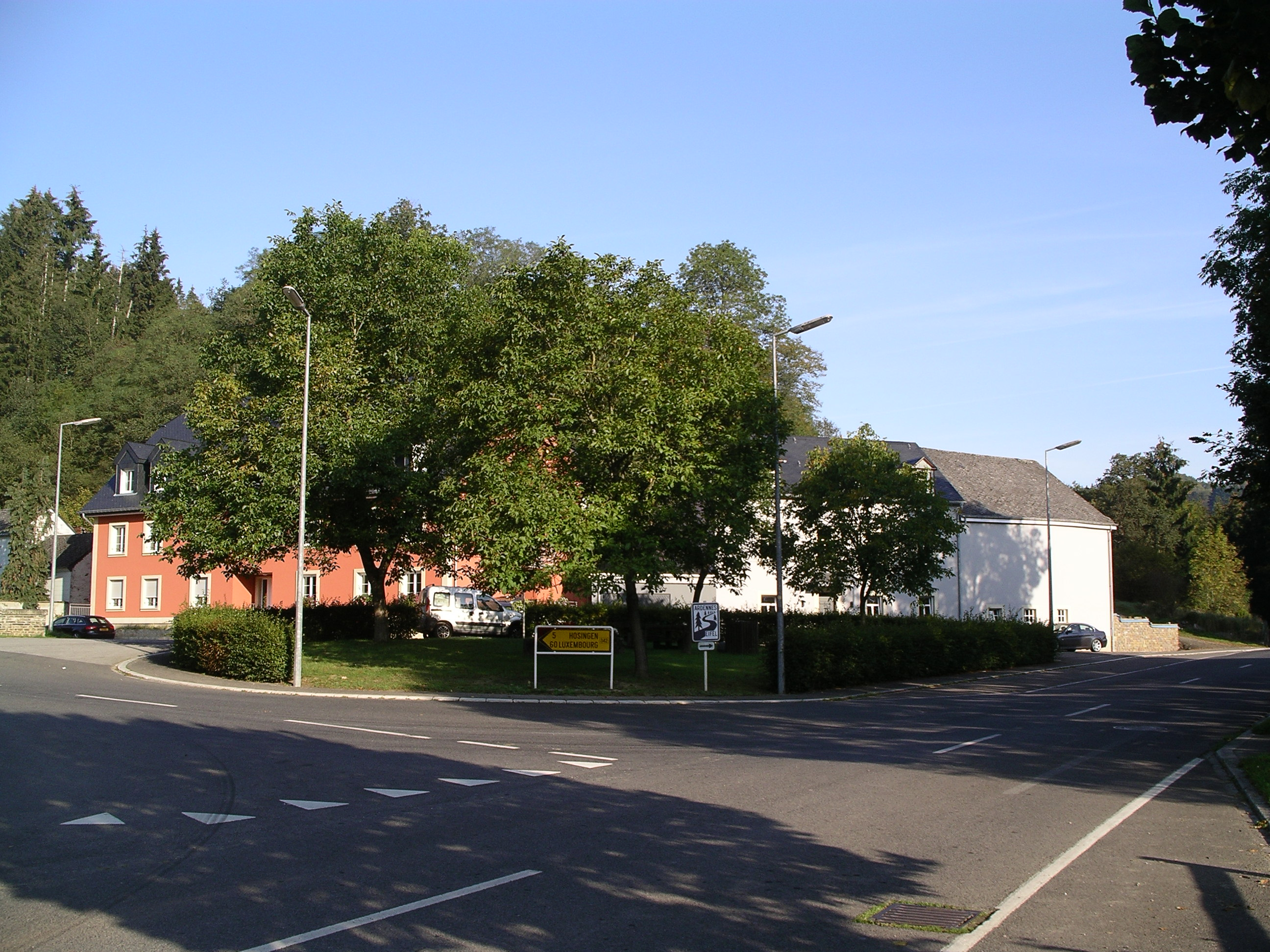
Rodershausen im Tal der Our

## Sendeanlage
In der Nähe von Hosingen betreibt das Broadcasting Center Europe, eine Tochtergesellschaft der RTL Group seit 1970 eine Sendeanlage für UKW und TV (Lage). Als Antennenträger kommt ein 300 Meter hoher abgespannter Stahlrohrmast mit zwei Metern Durchmesser zum Einsatz. Der Sendemast von Hosingen ist das höchste Bauwerk Luxemburgs.

## Aktivitäten
Seit Ende 2013 verfügt die Gemeinde über ein Erlebnisbad, welches in der Nähe der Grundschule angesiedelt wurde.
Im Herbst 2011 führte die luxemburgische Armee in der Umgebung von Hosingen eine Übung mit Drohnen durch.

## Wirtschaft
Seit 2010 verfügt Hosingen über eine eigene Industriezone - op der Hei. Hier haben sich verschiedene Firmen, vom Getränkehändler Boissons Heintz, die B medical Systems, bis hin zu einigen Handwerksbetrieben, wie Hermes Daachdesign S.à.r.l, Chauffage Barthel S.A. oder Malerbetrieb Peters S.à.r.l. angesiedelt. 

## Persönlichkeiten
- Bernard Arens (1873–1954), Theologe und Schriftsteller
- Jean-Pierre Koepp, genannt „Koeppe Jemp“, (1934–2010), Geschäftsmann und Politiker